# Calumma fallax
Calumma fallax is een hagedis uit de familie kameleons (Chamaeleonidae). De wetenschappelijke naam van de soort werd voor het eerst voorgesteld door Mocquard in 1900 als Chamaeleon fallax.
De soort komt heel plaatselijk voor in het oosten van Madagaskar.